# جيريمي رايس
جيريمي رايس (بالإنجليزية: Jeremy Rice)‏ هو متزلج صدري بريطاني، ولد في 3 أكتوبر 1990.

## روابط خارجية
- جيريمي رايس على موقع أوليمبيديا (الإنجليزية)